# Cité administrative de l'État
Pour les articles homonymes, voir Cité administrative.
La Cité administrative de l'État (en néerlandais : Rijksadministratief Centrum) est un ensemble de bâtiments appartenant autrefois à l'État belge, dans le centre de Bruxelles, et qui regroupait les différentes administrations nationales. 
Sa construction débuta le 21 avril 1958 et la dernière pierre fut posée en 1983 à la suite de retards successifs.
Sa conception modifie définitivement la physionomie du quartier situé entre la Porte de Schaerbeek et la Colonne du Congrès et est un exemple de bruxellisation, soit la transformation urbaine de Bruxelles dans les années 1960 et 1970.
La tour des Finances, qui fait partie de la Cité, est le 2e plus haut immeuble de Bruxelles.

## Histoire

### Contexte
L'idée de construire un centre administratif sur un site propre et de préférence situé dans le centre de Bruxelles remonte officiellement à 1937. Le but premier était d'améliorer la productivité des services et de réduire le gaspillage en rassemblant toute l'administration sur un même site. Le choix d'implanter la Cité sur l'ancien site des Oratoriens, motivé par le fait qu'une bonne partie des lieux a déjà été expropriée à la suite des travaux de la jonction Nord-Midi, est validé le 8 juillet 1955 par le gouvernement Van Acker. L'alibi urbanistique et de salubrité est utilisé afin de démolir une partie du vieux Bruxelles appelée "Bas-Fonds", situé en contrebas de la place du Congrès, et abritant une population largement défavorisée. Un ancien marché couvert de trois ailes et son escalier monumental en gradins, œuvre de l'architecte Jean-Pierre Cluysenaar (galerie Saint-Hubert) datant des années 1850, sont remplacés par l'esplanade de la Cité dans l'indifférence générale.

### Projet
Le rassemblement des administrations devait limiter les gaspillages de fonctionnement dus à la dispersion des services. Les plans initiaux évoquaient 14 000 fonctionnaires sur le site.
Le complexe fut prévu avec une tour consacrée aux finances, d'où le nom de Tour des Finances qui existe toujours après une  réhabilitation qui en augmente la capacité. Tous les bâtiments furent recouverts, dès la construction, de vitres réfléchissantes.
La fédéralisation de la Belgique, amenant la suppression de nombreux services étatiques (remplacés par des services régionaux ou communautaires), changea la destination du projet initial.

### Emplacement
Plusieurs sites furent initialement proposés : 
- le terrain de l'ancien hôpital Saint-Jean
- le terrain de la Putterie, à proximité de la gare Centrale
- le site du Tir national de Schaerbeek
- la plaine des Manœuvres d'Etterbeek.

Mais ces différents endroits furent abandonnés au profit du quartier situé en contrebas de la Colonne du Congrès en raison de la proximité des gares et des axes routiers du centre-ville.
Le site se trouve dans le pentagone de Bruxelles, délimitant le cœur historique de Bruxelles en suivant le tracé moyenâgeux de la seconde enceinte de Bruxelles. Il fut bâti autour de la montagne de l'Oratoire dans une zone qui avait déjà été fortement transformée par la percée de la jonction nord-midi dans les années 1950, qui coupait le centre-ville en deux.

### Construction
La Cité Administrative de l'État est l'œuvre d'un collège d'architectes dont les plus éminents sont Marcel Lambrichs, Hugo Van Kuyck, Georges Ricquier et le Groupe Alpha. Elle s'inscrit dans le courant d'architecture fonctionnaliste international, voire tropical (monumentalité et modernisme), des années 1950 et 1960 ainsi que dans la philosophie de transformation urbaine de Bruxelles appelée bruxellisation.
La première pierre est posée le 21 avril 1958 par le Roi Baudouin. Sa réalisation s'étendra sur plus de 20 ans dans des conditions budgétaires difficiles et dans le contexte de décolonisation de l'ancien Congo belge.  
La Cité se compose, dans un premier temps, de 3 ailes : Arcades, Vésale et Esplanade, d'une superficie totale de 141 621 m² construites entre 1958 et 1968 autour d'une vaste esplanade à front de la rue Royale. En contrebas, une terrasse aménagée des jardins de René Pechère couvre deux niveaux de parkings.
La construction de la Cité trouve un terme en 1983 avec l'achèvement de la Tour des Finances, dont la décoration intérieure du grand hall et de la chapelle de recueillement est confiée à Stéphane Jasinski, architecte d'intérieur qui signe également les aménagements de la salle polyvalente située au pied de la tour (salle Decroly), destinée aux congrès, réunions et autres événements publics non officiels.

## Situation actuelle
La Cité administrative est désaffectée depuis le début des années 2000. Le complexe a été vendu à des promoteurs privés en 2003. aux fins de transformation. 

## Description de la Cité

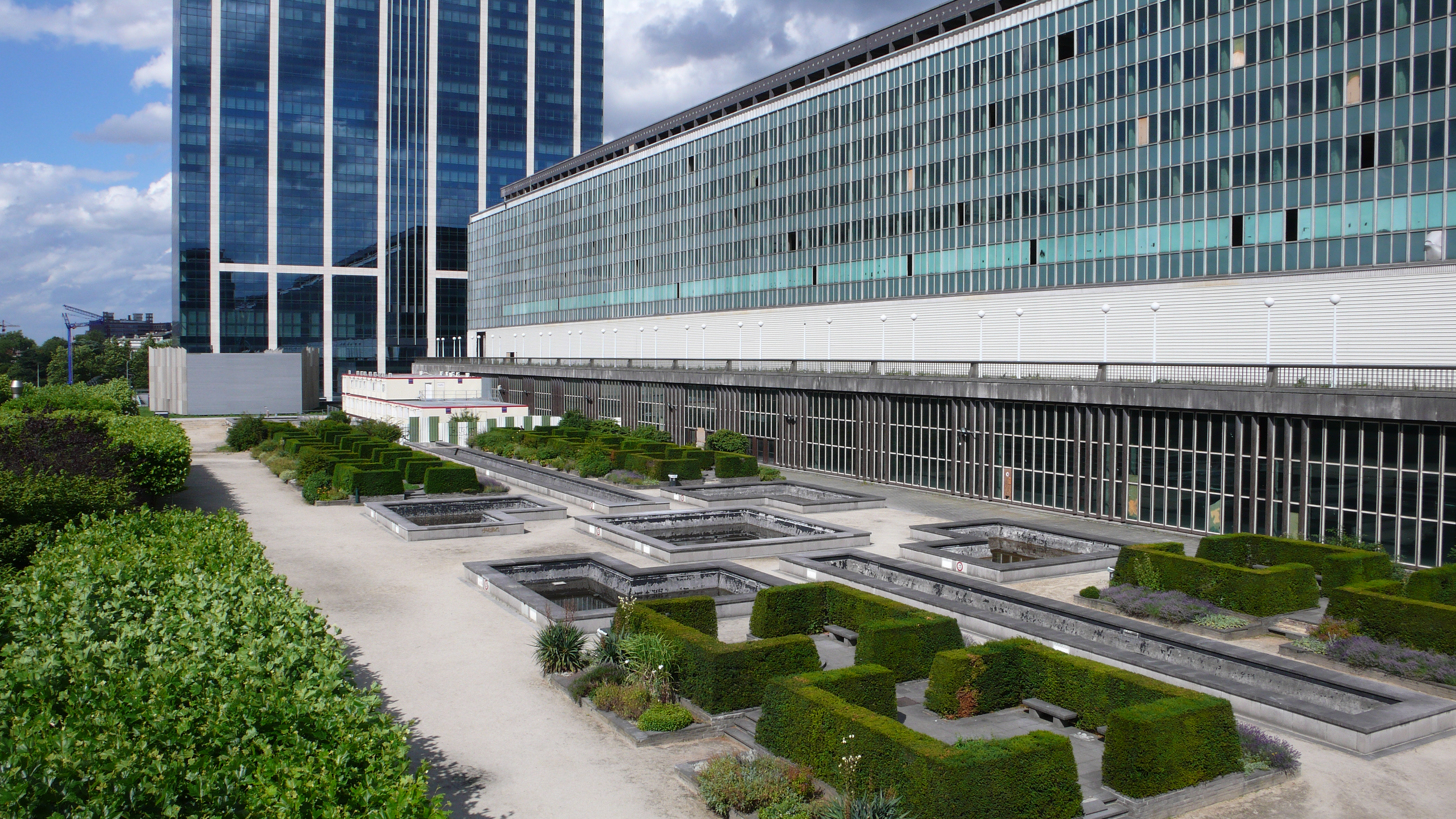
Le quartier des Arcades et les jardins Pechère face à la nouvelle Tour des Finances

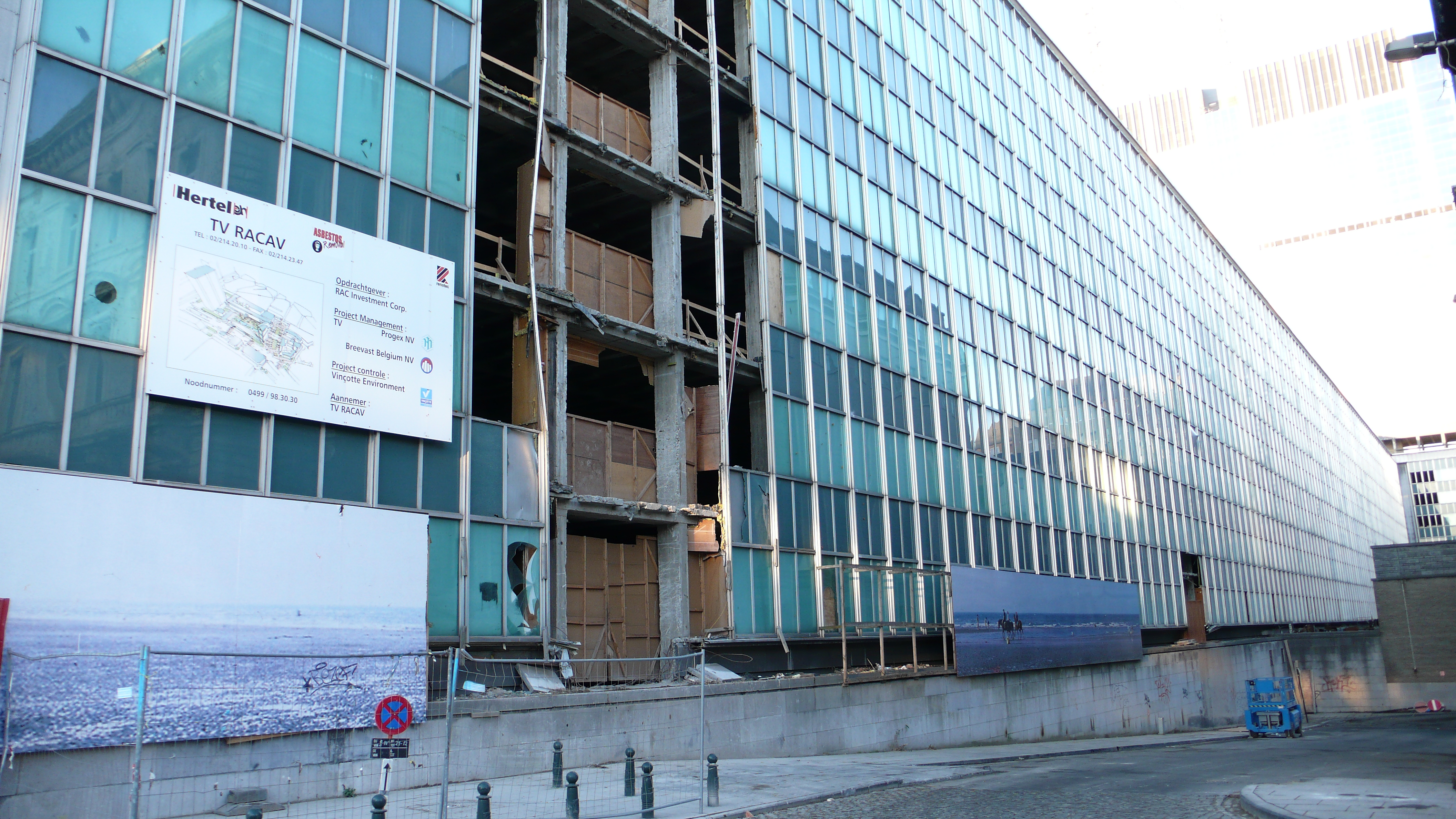
La transformation de la cité administrative de l'État vue du côté de la rue Royale

## Futur
En 2003-2004, au moment où les derniers services ministériels présents dans les bâtiments s'apprêtent à en déménager et à laisser les lieux vides, alors qu'aucune procédure urbanistique n'a démarré pour préparer l'avenir du site, différents mouvements associatifs se sont mobilisés pour lancer un débat public sur la Cité administrative. Ceux-ci craignaient notamment que le site reste abandonné pendant de nombreuses années et se privatise finalement.
Vendue à des promoteurs privés par l'État Fédéral en deux phases (la Tour des Finances en 2001 et le reste du site en 2003), la Cité administrative est aujourd'hui destinée à une rénovation massive dans le cadre d'un projet architectural et urbanistique multifonctionnel (bureaux, logements, espaces verts). En 2009, Ce projet est encore à l'étude, bien qu'une première phase soit partiellement achevée, avec l'achèvement de la rénovation de la Tour des Finances commencée en 2006. Une fois reconstruits, la plupart des bâtiments seront à nouveau occupés par des services de l'État (comme la Police fédérale) qui les loueront au privé.
Cette opération de « sale and lease back » a été fortement contestée, car si elle a permis à l'État belge de renflouer ses caisses au moment de la vente, elle engrange sur le long terme un manque à gagner considérable. D'autant que la vente s'est effectuée à un prix relativement bas et a été entachée de soupçons de fraude et de corruption sur lesquels une enquête est en cours depuis plusieurs années.

## Bilan
(septembre 2016).
La Cité administrative, si elle présente toutes les facettes d'un échec urbanistique, pour n'avoir jamais su s'intégrer à la ville et en avoir défait le tissu populaire, est considérée par d'aucuns[Par qui ?] comme la plus belle réussite architecturale bruxelloise de l'après-guerre. 

### Bâtiments démolis pour la construction
- L'ancien marché Cluysenaar (du nom de son architecte : Jean-Pierre Cluysenaar)
- Le couvent des Oratoriens, fondé au XVIIe siècle.